# Copa Centroamericana de 2013
A Copa Centroamericana de 2013 foi a décima-segunda edição da competição. Foi disputado na Costa Rica entre os dias 18 e 27 de janeiro. Os cinco melhores classificados, participaran da Copa Ouro da CONCACAF de 2013.

## Nações participantes
Todos os sete membros da UNCAF participaram do torneio:
- Belize
- Costa Rica
- El Salvador
- Guatemala
- Honduras
- Nicarágua
- Panamá

## Árbitros
Lista dos árbitros e assistentes nomeados para o torneio:
| Árbitros             | Assistentes              |
| -------------------- | ------------------------ |
| CRC Walter Quesada   | CRC Leonel Leal          |
| SLV Joel Aguilar     | CRC Octavio Jara         |
| PAN Roberto Moreno   | PAN Daniel Williamson    |
| HON Héctor Rodriguez | HON Oscar Velasquez      |
| GUA Walter López     | GUA Jerson López         |
| MEX Roberto García   | SLV Juan Francisco Zumba |
| SLV Elmer Bonilla    | NIC Keyezell Corrales    |
| DOM Sandy Vásquez    | NIC William Rocha        |

## Sede
Todas as partidas foram disputadas no Estádio Nacional em San José.
| San José | San José           |
| -------- | ------------------ |
| San José | Estádio Nacional   |
| San José | Capacidade: 35 000 |
| San José |                    |

## Fase de grupos
O sorteio da fase de grupos ocorreu San José dia 9 de outubro de 2012.
| Legenda                                                            | Legenda |
| ------------------------------------------------------------------ | ------- |
| Vencedores e segundo lugares de cada grupo avançam as semifinais   |         |
| Terceiro lugar de cada grupo avança para a disputa do quinto lugar |         |

Todos os horários em (UTC-6).

### Grupo A
| Equipe     | Pts | J | V | E | D | GF | GC | SG |
| ---------- | --- | - | - | - | - | -- | -- | -- |
| Costa Rica | 7   | 3 | 2 | 1 | 0 | 4  | 1  | +3 |
| Belize     | 4   | 3 | 1 | 1 | 1 | 2  | 2  | 0  |
| Guatemala  | 3   | 3 | 0 | 3 | 2 | 2  | 0  | 0  |
| Nicarágua  | 1   | 3 | 0 | 1 | 2 | 2  | 5  | –3 |

| 18 de janeiro | Guatemala    | 1 – 1     | Nicarágua   | Estádio Nacional, San José             |
| 16:00         | Espinoza 67' | Relatório | Quijano 41' | Público: 200 Árbitro: SLV Joel Aguilar |

| 18 de janeiro | Costa Rica  | 1 – 0     | Belize | Estádio Nacional, San José                   |
| 20:00         | Arrieta 55' | Relatório |        | Público: 5 484 Árbitro: HON Héctor Rodríguez |

| 20 de janeiro | Belize | 0 – 0     | Guatemala | Estádio Nacional, San José              |
| 14:00         |        | Relatório |           | Público: 250 Árbitro: SLV Elmer Bonilla |

| 20 de janeiro | Costa Rica            | 2 – 0     | Nicarágua | Estádio Nacional, San José                 |
| 18:00         | Lagos 7' · Borges 86' | Relatório |           | Público: 5 980 Árbitro: PAN Roberto Moreno |

| 22 de janeiro | Nicarágua    | 1 – 2     | Belize                      | Estádio Nacional, San José             |
| 16:00         | Figueroa 85' | Relatório | Lennan 29' · McCaulay 90+2' | Público: 750 Árbitro: SLV Joel Aguilar |

| 22 de janeiro | Costa Rica  | 1 – 1     | Guatemala     | Estádio Nacional, San José                   |
| 20:00         | Arrieta 11' | Relatório | Contreras 90' | Público: 6 760 Árbitro: HON Héctor Rodríguez |

### Grupo B
| Equipe      | Pts | J | V | E | D | GF | GC | SG |
| ----------- | --- | - | - | - | - | -- | -- | -- |
| Honduras    | 2   | 2 | 0 | 2 | 0 | 2  | 2  | 0  |
| El Salvador | 2   | 2 | 0 | 2 | 0 | 1  | 1  | 0  |
| Panamá      | 2   | 2 | 0 | 2 | 0 | 1  | 1  | 0  |

El Salvador e Panamá terminaram a fase de grupos com os recordes iguais e as posições foram decididas por sorteio.
| 18 de janeiro | Honduras     | 1 – 1     | El Salvador | Estádio Nacional, San José               |
| 18:00         | Bengtson 75' | Relatório | Burgos 77'  | Público: 2 500 Árbitro: GUA Walter López |

| 20 de janeiro | El Salvador | 0 – 0     | Panamá | Estádio Nacional, San José               |
| 16:00         |             | Relatório |        | Público: 250 Árbitro: CRC Walter Quesada |

| 22 de janeiro | Panamá      | 1 – 1     | Honduras   | Estádio Nacional, San José                 |
| 18:00         | Sánchez 13' | Relatório | Montes 31' | Público: 3 450 Árbitro: MEX Roberto García |

## Fase Final
|  | Semifinais                       | Semifinais                       |   |                                  | Final                            | Final |  |
|  |                                  |                                  |   |                                  |                                  |       |  |
|  | 25 de janeiro - Estádio Nacional |                                  |   |                                  |                                  |       |  |
|  | Honduras                         | 1                                |   |                                  |                                  |       |  |
|  | Belize                           | 0                                |   |                                  |                                  |       |  |
|  |                                  |                                  |   |                                  |                                  |       |  |
|  |                                  |                                  |   |                                  | 25 de janeiro - Estádio Nacional |       |  |
|  |                                  |                                  |   |                                  | Honduras                         | 0     |  |
|  |                                  | Costa Rica                       | 1 |                                  |                                  |       |  |
|  |                                  |                                  |   |                                  |                                  |       |  |
|  |                                  |                                  |   |                                  |                                  |       |  |
|  |                                  |                                  |   |                                  | Terceiro lugar                   |       |  |
|  | 25 de janeiro - Estádio Nacional | 25 de janeiro - Estádio Nacional |   | 25 de janeiro - Estádio Nacional | 25 de janeiro - Estádio Nacional |       |  |
|  | Costa Rica                       | 1                                |   | Belize                           | 0                                |       |  |
|  | El Salvador                      | 0                                |   |                                  | El Salvador                      | 1     |  |

|  | Quinto lugar |           |   |
|  |              |           |   |
|  | Guatemala    | Guatemala | 1 |
|  | Panamá       | Panamá    | 3 |

### Decisão do 5º lugar
| 25 de janeiro | Guatemala | 1 – 3     | Panamá                               | Estádio Nacional, San José               |
| 15:00         | López 75' | Relatório | Pérez 28' · Rojas 55' · Quintero 58' | Público: 279 Árbitro: CRC Walter Quesada |

### Semifinais
| 25 de janeiro | Honduras     | 1 – 0     | Belize | Estádio Nacional, San José               |
| 17:30         | Beckeles 67' | Relatório |        | Público: 1 644 Árbitro: GUA Walter López |

| 25 de janeiro | Costa Rica  | 1 – 0     | El Salvador | Estádio Nacional, San José                 |
| 20:00         | Wallace 72' | Relatório |             | Público: 4 993 Árbitro: MEX Roberto García |

### Decisão do terceiro lugar
| 27 de janeiro | El Salvador | 1 – 0     | Belize | Estádio Nacional, San José                |
| 14:30         | Bonilla 50' | Relatório |        | Público: 1 997 Árbitro: DOM Sandy Vasquez |

### Final
| 27 de janeiro | Costa Rica   | 1 – 0     | Honduras | Estádio Nacional, San José                |
| 17:00         | González 38' | Relatório |          | Público: 14 146 Árbitro: SLV Joel Aguilar |

## Premiação
| Copa Centroamericana de 2013  |
| Costa Rica                    |
| ----------------------------- |
| COSTA RICA Campeã (7° título) |

## Artilheiros
2 gols
- Jairo Arrieta

1 gol
| - Brayan Beckeles - Jerry Bengtson - Nelson Bonilla - Celso Borges - Rafael Burgos - Jose Manuel Contreras - David Espinoza - Elvis Figueroa | - Giancarlo Gonzalez - Cristhian Lagos - Trevor Lennen - Mynor Lopez - Deon McCauley - Juan Pablo Montes | - Blas Pérez - Josue Quijano - Alberto Quintero - Alcibíades Rojas - Marcos Sanchez - Rodney Wallace |